# Ішпуїні

Урарту під час правління Ішпуіні

Ішпуіні (Ішвуін,Ішпуіні, син Сардурі) — цар Урарту, при якому почався розквіт держави Урарту. Ішпуіні був сином Сардурі I, правив в період 828-810 до н. е. Саме з часів правління Ішпуїні дійшли перші надписи урартською мовою зроблені дещо видозміненим аккадським клинописом. До нього царі Урарту для написів використовували ассирійську мову.

## Військові походи
Реформи та переозброєння урартської армії, розпочате попередниками Ішпуіні, поступово перетворили Урарту в значно сильнішу державу  Передньої Азії. Під час правління Ішпуіні Урарту почала самостійно здійснювати завойовницькі походи і розширювати свої кордони. Найважливішим військовим успіхом Ішпуіні було захоплення буферної з Асирією держави з центром у місті Мусасір. Мусасір був релігійним центром, місцем вшанування бога Халді, а також контролював великі гірські залізні рудники. Таким чином, Урарту при Ішпуіні міцно освоїла територію між озерами Ван і Урмія. Крім цього, згідно з літописом урартським, Ішпуіні успішно відбив напад кочівників, які прийшли з території на північ від Араксу.

## Релігійна реформа
Підпорядкування Мусасіру дозволило Ішпуіні провести в Урарту релігійну реформи, що сприяють централізації влади. Бог Халді, центр шанування якого знаходився в Мусасірі, став головним богом Урарту, бог сонця Шівіні і бог бурі/війни Тейшеба знаходилися на другому ступені урартського пантеону . З цього моменту, подібно до асирійських зразків, на урартських клинописних написах з'являється формула «силою бога Халді» аналогічно асирійському «силою бога Ашура». Наприклад, на залишку колони поблизу озера Ван знайдено напис:

Ішпуіні, син Сардурі, фортецю … збудував. Силою бога Халді Ішпуіні, син Сардурі, цей будинок збудував; такого величного нічого не було тут збудовано.

Для держави стародавнього світу, якою була Урарту, релігійна реформа Ішпуіні мала дуже велике значення. Мешканці Урарту — і селяни, і солдати вірили, що їх успіхи пов'язані з силою їх верховного бога. В очах урартів Бог Халді, якого шанували і в північній Ассирії, міг протистояти самому Ашуру — верховному богу Ашшуру.

## Висновок
Військові успіхи Ішпуіні та й подальша релігійна централізація відіграли вирішальну роль у зміцненні Урарту. Досягнення Ішпуіні поклали початок розквіту Урарту.